# Stanisław Przeniosło
Stanisław Przeniosło (ur. 1935 w Ziemi Proszowickiej koło Krakowa, zm. 2008 w Warszawie) – polski geolog.
Specjalista geologii złóż surowców mineralnych, a zwłaszcza złóż uranu i złóż metali nieżelaznych oraz geologii gospodarczej.

## Życiorys
W 1953 ukończył Technikum Geologiczne w Krakowie. W 1958 uzyskał dyplom ukończenia studiów I stopnia na Uniwersytecie Warszawskim za pracę o liasowych piaskowcach rejonu Szydłowca, a w 1961 studia II stopnia w Akademii Górniczo-Hutniczej w Krakowie u prof. Stanisława Jaskólskiego na podstawie pracy o mineralizacji kruszcowej w strefie kontaktowej granitu Karkonoszy w rejonie Szklarskiej Poręby. Pracę doktorską z zakresu geochemii uranu w Masywie Śnieżnika przedstawił w 1967. Pięć lat później został powołany na stanowisko docenta.
Po ukończeniu Technikum Geologicznego otrzymał nakaz pracy do Instytutu Geologicznego w Warszawie. W pierwszym okresie pracy był zatrudniony przy poszukiwaniu fosforytów koło Burzenina oraz przy nadzorze prac górniczych i wiertniczych w kopalni Nowa Ruda, przy rozpoznawaniu argilitów i boksytów pod kierunkiem prof. Antoniego Morawieckiego. W latach 1953–1967 pracował w szeregu instytutowych Zakładach: Surowców Skalnych, Surowców Specjalnych, Surowców Promieniotwórczych oraz Surowców Rzadkich i Promieniotwórczych. Od momentu utworzenia Zakładu Surowców Promieniotwórczych zajmował się poszukiwaniem złóż uranu. Był uczestnikiem pierwszego kursu radiometrii w Zakładach Przemysłowych R-1 w Kowarach podczas przekazywania poszukiwań uranu stronie polskiej przez specjalistów radzieckich. Uczestniczył wówczas w poszukiwaniach rud uranu metodami geochemicznymi na Dolnym Śląsku. Prace te doprowadziły m.in. do odkrycia żył fluorytowych i objawów mineralizacji uranowej w rejonie Śnieżnika.
W 1963 otrzymał półroczne stypendium Międzynarodowej Agencji Energii Atomowej, które spędził w ośrodkach naukowych i na złożach uranu we Francji. W końcu lat sześćdziesiątych ubiegłego wieku zajął się w Instytucie rudami metali nieżelaznych, a zwłaszcza rudami cynku i ołowiu. Od 1968 do 1972 był kierownikiem Zakładu Rud Metali Nieżelaznych.
W 1972 otrzymał kontrakt eksperta ONZ do Gabonu, gdzie pracował przez rok. Następnie, od połowy 1973, przez siedem i pół roku był zatrudniony w projektach ONZ na Haiti. Wykonywał tam zdjęcia geochemiczne i brał udział w poszukiwaniach złóż rud miedzi i złota. Efektem prac zespołu ONZ-towskiego było odkrycie porfirowych złóż rud miedzi w Vouvray i Blondyn oraz pierwotnego złoża złota pomiędzy Cap Haitien a Milot.
Po powrocie do kraju w 1980 objął w 1981 funkcję Zastępcy Dyrektora Instytutu ds. Geologii Surowców Mineralnych i Prognoz Surowcowych, którą pełnił do 1987. Po likwidacji Pionu Surowcowego w Instytucie przeszedł do Zakładu Geologii Gospodarczej, którego na początku lat 90. został Kierownikiem. Zajmował się tam zwłaszcza tworzeniem systemów informatycznych porządkujących dane zbierane do corocznego wydania Bilansu zasobów kopalin i wód podziemnych w Polsce.
W latach 1981–1991 był członkiem Rady Naukowej Państwowego Instytutu Geologicznego, a w latach 1981-1995 także Rady Geologicznej przy Prezesie Centralnego Urzędu Geologii, a następnie przy Ministrze Ochrony Środowiska i Zasobów Naturalnych. Przez dłuższy czas był wiceprzewodniczącym Komisji Zasobów Kopalin przy Ministrze Ochrony Środowiska i Zasobów Naturalnych.

## Odznaczenia
Otrzymał m.in. Krzyż Kawalerski Orderu Polonia Restituta.